# FC Honka
FC Honka är en fotbollsklubb från stadsdelen Hagalund i Esbo i Finland. Representationslaget spelar 2022 i Finlands högsta fotbollsserie för herrar, Tipsligan. Som bäst har laget slutat tvåa (2008, 2009 och 2013). 

## Historik
Idrottsföreningen grundades 1953 som Tapion Honka med många sektioner på programmet. FC Honka bildades 1975 då fotbollsverksamheten bröt sig ur dåvarande Tapion Honka. Säsongen 2006 tog representationslaget första gången klivet upp i Finlands högsta fotbollsserie för herrar, Tipsligan. Dessförinnan har klubben spelat såväl i Finlands näst högsta fotbollsserie för herrar, Ettan, som i fotbollsserierna under.

### Tipsligan 2006-2014
Debutsäsongen slutade med succé för Esbolaget - fjärde plats i sluttabellen, endast tre poäng upp till andraplatsen! Hermanni Vuorinen blev hela ligans skyttekung med sina 16 mål. Fjärdeplatsen upprepades 2007 och ännu bättre gick det 2008 då Honka slutade tvåa bakom FC Inter och vann FM-silver. Aleksandr Kokko blev delad skytteligavinnare med 13 mål. Säsongen 2009 vann Vuorinen ånyo skytteligan, återigen med 16 gjorda mål. Laget blev ånyo tvåa i serien, denna gång tappade laget guldet till lokalrivalen HJK Helsingfors. 2010-talets första säsong föll Honka tillbaka till en fjärdeplats, en placering som upprepades 2011. Säsongen 2012 noterade Honka sin sämsta placering i Tipsligan, en sjunde plats. Bättre gick det 2013 då klubben vann sitt tredje silver, även om avståndet upp till HJK var hela tolv poäng. Tim Väyrynen gjorde 17 mål och vann skytteligan.
Till säsongen 2014 hade verkligheten hunnit ifatt Esbo-laget. Laget slutade på elfte plats, endast före särklassiga jumbon TPS. Placeringen innebar nytt kontrakt men till följd av Honkas ekonomiska bekymmer nekades klubben ligalicens till säsongen 2015. Honka började därför om säsongen 2015 i Tvåans södergrupp.

## Placering tidigare säsonger
| Säsong | Nivå | Liga          | Placering | Referens | Notering |
| ------ | ---- | ------------- | --------- | -------- | -------- |
| 2010   | 1    | Veikkausliiga | 4         | [ 1 ]    |          |
| 2011   | 1    | Veikkausliiga | 4         | [ 2 ]    |          |
| 2012   | 1    | Veikkausliiga | 7         | [ 3 ]    |          |
| 2013   | 1    | Veikkausliiga | 2         | [ 4 ]    |          |
| 2014   | 1    | Veikkausliiga | 11        | [ 5 ]    |          |
| 2015   | 3    | Kakkonen      | 1         |          |          |
| 2016   | 3    | Kakkonen      | 1         |          |          |
| 2017   | 2    | Ykkonen       | 2         | [ 6 ]    |          |
| 2018   | 1    | Veikkausliiga | 4         | [ 7 ]    |          |
| 2019   | 1    | Veikkausliiga | 3         | [ 8 ]    |          |
| 2020   | 1    | Veikkausliiga | 4         | [ 9 ]    |          |
| 2021   | 1    | Veikkausliiga | 9         | [ 10 ]   |          |
| 2022   | 1    | Veikkausliiga | 3         | [ 11 ]   |          |
| 2023   | 1    | Veikkausliiga | 5         | [ 12 ]   |          |

## Spelartrupp 2020
Spelartruppen aktuell per den 27 juli 2020.
| Nr | Land      | Pos | Namn              |
| -- | --------- | --- | ----------------- |
| 1  | Finland   | MV  | Markus Uusitalo   |
| 3  | Finland   | F   | Tapio Heikkilä    |
| 4  | Finland   | F   | Robert Ivanov     |
| 5  | Finland   | F   | Henri Aalto       |
| 6  | Finland   | MF  | Jerry Voutilainen |
| 7  | Finland   | F   | Jonas Levänen     |
| 8  | Spanien   | MF  | Javi Hervás       |
| 9  | Kamerun   | A   | Jean Marie Dongou |
| 10 | Brasilien | MF  | Lucas Kaufmann    |
| 13 | USA       | MV  | Tim Murray        |
| 14 | Spanien   | A   | Borjas Martín     |

| Nr | Land    | Pos | Namn                          |
| -- | ------- | --- | ----------------------------- |
| 15 | Finland | MF  | Otto Ollikainen               |
| 16 | Finland | F   | Konsta Rasimus                |
| 18 | Finland | A   | Elmo Heinonen                 |
| 19 | Finland | A   | Arlind Sejdiu                 |
| 24 | Ghana   | F   | Nasiru Banahene               |
| 26 | Finland | F   | Dani Hatakka                  |
| 31 | Ghana   | F   | Edmund Arko-Mensah            |
| 33 | Finland | MF  | Duarte Tammilehto (lagkapten) |
| 80 | Gambia  | MF  | Demba Savage                  |
| 99 | Senegal | A   | Macoumba Kandji               |
| —  | Ghana   | F   | Mohammed Adams                |

## Meriter Damlag
- Finska mästerskap : 2006, 2007, 2008, 2017[14]
  - Tvåa:  2009
  - Trea: 2011, 2013. 2016
- Finska cupen: 2009, 2014, 2015[15]
- Ligacupmästare: 2007, 2008[16]